# Volta a San Juan de 2018
A 36.ª edição da competição ciclista Volta a San Juan (chamado oficialmente: Vuelta Ciclista a la Provincia de San Juan) foi uma carreira de ciclismo de estrada por etapas que se celebrou entre 21 e 28 de janeiro de 2018 na Província de San Juan, Argentina sobre um percurso de 959,4 quilómetros.
A carreira fez parte do UCI America Tour de 2018 dentro da categoria UCI 2.1 e foi vencida pelo corredor espanhol Óscar Sevilla da equipa Medellín após que o ciclista argentino Gonzalo Najar fora despojado do seu título por uma sanção por dopagem.

## Equipas participantes
Tomaram parte na carreira 27 equipas: 7 de categoria UCI WorldTour de 2018 convidados pela organização; 5 de categoria Profissional Continental; 9 de categoria Continental e 6 selecções nacionais. Formando assim um pelotão de 165 ciclistas dos que acabaram 151. As equipas participantes foram:
| Equipes WorldTeam (7)- Bahrain-Merida - Quick-Step Floors - Trek-Segafredo - UAE Team Emirates - Movistar Team - Bora-Hansgrohe - Lotto Soudal Equipes profissionais Continentais (5)- Israel Cycling Academy - UnitedHealthcare - Androni Giocattoli-Sidermec - Wilier Triestina-Selle Italia - Caja Rural-Seguros RGA Equipes Continentais (9)- Sindicato de Empleados Públicos de San Juan - Municipalidad de Pocito - Asociación Civil Mardan - Asociación Civil Agrupación Virgen de Fátima - Municipalidad de Rawson - Trevigiani Phonix-Hemus 1896 - Medellín-Éxito - Coldeportes Zenú - Canel's-Specialized Equipes nacionais (6)- Itália - Argentina - México - Uruguai - Chile - Cuba |
| |

## Percorrido
A Volta a San Juan dispôs de sete etapas (incluindo uma dia de descanso) para um percurso total de 959,4 quilómetros.
| Etapa | Data          | Percurso                              | type                      | Distância (km) | Vencedor            | Líder geral      |
| ----- | ------------- | ------------------------------------- | ------------------------- | -------------- | ------------------- | ---------------- |
| 1     | 21 jan.       | San Juan – Pocito (departamento)      | etapa plana               | 148,9          | Fernando Gaviria    | Fernando Gaviria |
| 2     | 22 jan.       | Lake Punta Negra – Lake Punta Negra   | etapa plana               | 149,9          | Román Villalobos    | Román Villalobos |
| 3     | 23 jan.       | San Juan – San Juan                   | contrarrelógio individual | 14,4           | Ryan Mullen         | Filippo Ganna    |
| 4     | 24 jan.       | San José de Jáchal – Villa San Martín | etapa plana               | 191            | Maximiliano Richeze | Filippo Ganna    |
|       | 25 de janeiro | Dia de descanso                       | Dia de descanso           |                |                     |                  |
| 5     | 26 jan.       | Villa San Martín – Alto Colorado      | alta montanha             | 169,5          | Gonzalo Najar       | Gonzalo Najar    |
| 6     | 27 jan.       | San Juan – San Juan                   | etapa escarpada           | 152,6          | Jelle Wallays       | Gonzalo Najar    |
| 7     | 28 jan.       | San Juan – San Juan                   | etapa plana               | 141,3          | Giacomo Nizzolo     | Gonzalo Najar    |

## Desenvolvimento da carreira

### 1.ª etapa
| San Juan - Pocito (departamento) | etapa plana | (148,9 km) |

| \| Classificação por etapas \| Classificação por etapas \| Classificação por etapas \| Classificação por etapas \| Classificação por etapas \| \| Ciclista \| Ciclista \| Equipe \| Tempo \| \| \| ------------------------ \| ------------------------ \| -------------------------------------------- \| ------------------------ \| ------------------------ \| \| 1. \| Fernando Gaviria \| Quick-Step Floors \| 3h15m23s \| \| \| 2. \| Niccolò Bonifazio \| Bahrain-Merida \| + 0s \| \| \| 3. \| Matteo Pelucchi \| Bora-Hansgrohe \| + 0s \| \| \| 4. \| Giacomo Nizzolo \| Trek-Segafredo \| + 0s \| \| \| 5. \| Manuel Belletti \| Androni Giocattoli-Sidermec \| + 0s \| \| \| 6. \| Mauro Richeze \| Asociación Civil Agrupación Virgen de Fátima \| + 0s \| \| \| 7. \| Héctor Lucero \| Municipalidad de Pocito \| + 0s \| \| \| 8. \| Aleksandr Riabushenko \| UAE Team Emirates \| + 0s \| \| \| 9. \| Maximiliano Richeze \| Quick-Step Floors \| + 0s \| \| \| 10. \| Manuel Peñalver \| Trevigiani-Phonix-Hemus 1896 \| + 0s \| \| |                       |                                              |          |
| |                       |                                              |          |
| Fonte: ProCyclingStats |                       |                                              |          |
| Classificação por etapas |                       |                                              |          |
| Ciclista | Ciclista              | Equipe                                       | Tempo    |
| 1. | Fernando Gaviria      | Quick-Step Floors                            | 3h15m23s |
| 2. | Niccolò Bonifazio     | Bahrain-Merida                               | + 0s     |
| 3. | Matteo Pelucchi       | Bora-Hansgrohe                               | + 0s     |
| 4. | Giacomo Nizzolo       | Trek-Segafredo                               | + 0s     |
| 5. | Manuel Belletti       | Androni Giocattoli-Sidermec                  | + 0s     |
| 6. | Mauro Richeze         | Asociación Civil Agrupación Virgen de Fátima | + 0s     |
| 7. | Héctor Lucero         | Municipalidad de Pocito                      | + 0s     |
| 8. | Aleksandr Riabushenko | UAE Team Emirates                            | + 0s     |
| 9. | Maximiliano Richeze   | Quick-Step Floors                            | + 0s     |
| 10. | Manuel Peñalver       | Trevigiani-Phonix-Hemus 1896                 | + 0s     |

| \| Classificação geral \| Classificação geral \| Classificação geral \| Classificação geral \| Classificação geral \| \| Ciclista \| Ciclista \| Equipe \| Tempo \| \| \| ------------------- \| --------------------- \| -------------------------------------------- \| ------------------- \| ------------------- \| \| 1. \| Fernando Gaviria \| Quick-Step Floors \| 3h15m13s \| \| \| 2. \| Niccolò Bonifazio \| Bahrain-Merida \| + 4s \| \| \| 3. \| Matteo Pelucchi \| Bora-Hansgrohe \| + 6s \| \| \| 4. \| Daniel Juárez \| Asociación Civil Mardan \| + 7s \| \| \| 5. \| Giacomo Nizzolo \| Trek-Segafredo \| + 10s \| \| \| 6. \| Manuel Belletti \| Androni Giocattoli-Sidermec \| + 10s \| \| \| 7. \| Mauro Richeze \| Asociación Civil Agrupación Virgen de Fátima \| + 10s \| \| \| 8. \| Héctor Lucero \| Municipalidad de Pocito \| + 10s \| \| \| 9. \| Aleksandr Riabushenko \| UAE Team Emirates \| + 10s \| \| \| 10. \| Maximiliano Richeze \| Quick-Step Floors \| + 10s \| \| |                       |                                              |          |
| |                       |                                              |          |
| Fonte: ProCyclingStats |                       |                                              |          |
| Classificação geral |                       |                                              |          |
| Ciclista | Ciclista              | Equipe                                       | Tempo    |
| 1. | Fernando Gaviria      | Quick-Step Floors                            | 3h15m13s |
| 2. | Niccolò Bonifazio     | Bahrain-Merida                               | + 4s     |
| 3. | Matteo Pelucchi       | Bora-Hansgrohe                               | + 6s     |
| 4. | Daniel Juárez         | Asociación Civil Mardan                      | + 7s     |
| 5. | Giacomo Nizzolo       | Trek-Segafredo                               | + 10s    |
| 6. | Manuel Belletti       | Androni Giocattoli-Sidermec                  | + 10s    |
| 7. | Mauro Richeze         | Asociación Civil Agrupación Virgen de Fátima | + 10s    |
| 8. | Héctor Lucero         | Municipalidad de Pocito                      | + 10s    |
| 9. | Aleksandr Riabushenko | UAE Team Emirates                            | + 10s    |
| 10. | Maximiliano Richeze   | Quick-Step Floors                            | + 10s    |

### 2.ª etapa
| Lake Punta Negra - Lake Punta Negra | etapa plana | (149,9 km) |

| \| Classificação por etapas \| Classificação por etapas \| Classificação por etapas \| Classificação por etapas \| Classificação por etapas \| \| Ciclista \| Ciclista \| Equipe \| Tempo \| \| \| ------------------------ \| ------------------------ \| -------------------------------------------- \| ------------------------ \| ------------------------ \| \| 1. \| Román Villalobos \| Canel's-Specialized \| 3h25m06s \| \| \| 2. \| Ricardo Escuela \| Asociación Civil Agrupación Virgen de Fátima \| + 0s \| \| \| 3. \| Tiesj Benoot \| Lotto-Soudal \| + 0s \| \| \| 4. \| Filippo Ganna \| UAE Team Emirates \| + 0s \| \| \| 5. \| Óscar Sevilla \| Medellín \| + 0s \| \| \| 6. \| Rafał Majka \| Bora-Hansgrohe \| + 0s \| \| \| 7. \| Gonzalo Najar \| Sindicato de Empleados Públicos de San Juan \| + 0s \| \| \| 8. \| Alexander Cataford \| UnitedHealthcare \| + 0s \| \| \| 9. \| Guillaume Boivin \| Israel Cycling Academy \| + 0s \| \| \| 10. \| Lluís Mas \| Caja Rural-Seguros RGA \| + 0s \| \| |                    |                                              |          |
| |                    |                                              |          |
| Fonte: ProCyclingStats |                    |                                              |          |
| Classificação por etapas |                    |                                              |          |
| Ciclista | Ciclista           | Equipe                                       | Tempo    |
| 1. | Román Villalobos   | Canel's-Specialized                          | 3h25m06s |
| 2. | Ricardo Escuela    | Asociación Civil Agrupación Virgen de Fátima | + 0s     |
| 3. | Tiesj Benoot       | Lotto-Soudal                                 | + 0s     |
| 4. | Filippo Ganna      | UAE Team Emirates                            | + 0s     |
| 5. | Óscar Sevilla      | Medellín                                     | + 0s     |
| 6. | Rafał Majka        | Bora-Hansgrohe                               | + 0s     |
| 7. | Gonzalo Najar      | Sindicato de Empleados Públicos de San Juan  | + 0s     |
| 8. | Alexander Cataford | UnitedHealthcare                             | + 0s     |
| 9. | Guillaume Boivin   | Israel Cycling Academy                       | + 0s     |
| 10. | Lluís Mas          | Caja Rural-Seguros RGA                       | + 0s     |

| \| Classificação geral \| Classificação geral \| Classificação geral \| Classificação geral \| Classificação geral \| \| Ciclista \| Ciclista \| Equipe \| Tempo \| \| \| ------------------- \| -------------------- \| -------------------------------------------- \| ------------------- \| ------------------- \| \| 1. \| Román Villalobos \| Canel's-Specialized \| 6h40m19s \| \| \| 2. \| Ricardo Escuela \| Asociación Civil Agrupación Virgen de Fátima \| + 4s \| \| \| 3. \| Tiesj Benoot \| Lotto-Soudal \| + 6s \| \| \| 4. \| Fernando Gaviria \| Quick-Step Floors \| + 8s \| \| \| 5. \| Manuel Belletti \| Androni Giocattoli-Sidermec \| + 10s \| \| \| 6. \| Filippo Ganna \| UAE Team Emirates \| + 10s \| \| \| 7. \| Miguel Ángel Rubiano \| Coldeportes-Zenú \| + 10s \| \| \| 8. \| Lluís Mas \| Caja Rural-Seguros RGA \| + 10s \| \| \| 9. \| Óscar Sevilla \| Medellín \| + 10s \| \| \| 10. \| Jens Keukeleire \| Lotto-Soudal \| + 10s \| \| |                      |                                              |          |
| |                      |                                              |          |
| Fonte: ProCyclingStats |                      |                                              |          |
| Classificação geral |                      |                                              |          |
| Ciclista | Ciclista             | Equipe                                       | Tempo    |
| 1. | Román Villalobos     | Canel's-Specialized                          | 6h40m19s |
| 2. | Ricardo Escuela      | Asociación Civil Agrupación Virgen de Fátima | + 4s     |
| 3. | Tiesj Benoot         | Lotto-Soudal                                 | + 6s     |
| 4. | Fernando Gaviria     | Quick-Step Floors                            | + 8s     |
| 5. | Manuel Belletti      | Androni Giocattoli-Sidermec                  | + 10s    |
| 6. | Filippo Ganna        | UAE Team Emirates                            | + 10s    |
| 7. | Miguel Ángel Rubiano | Coldeportes-Zenú                             | + 10s    |
| 8. | Lluís Mas            | Caja Rural-Seguros RGA                       | + 10s    |
| 9. | Óscar Sevilla        | Medellín                                     | + 10s    |
| 10. | Jens Keukeleire      | Lotto-Soudal                                 | + 10s    |

### Etapa 3.ª etapa
| San Juan - San Juan | contrarrelógio individual | (14,4 km) |

| \| Classificação por etapas \| Classificação por etapas \| Classificação por etapas \| Classificação por etapas \| Classificação por etapas \| \| Ciclista \| Ciclista \| Equipe \| Tempo \| \| \| ------------------------ \| ------------------------ \| ------------------------ \| ------------------------ \| ------------------------ \| \| 1. \| Ryan Mullen \| Trek-Segafredo \| 17m43s \| \| \| 2. \| Filippo Ganna \| UAE Team Emirates \| + 25s \| \| \| 3. \| Rafał Majka \| Bora-Hansgrohe \| + 30s \| \| \| 4. \| Gregory Daniel \| Trek-Segafredo \| + 30s \| \| \| 5. \| Óscar Sevilla \| Medellín \| + 36s \| \| \| 6. \| Winner Anacona \| Movistar Team \| + 38s \| \| \| 7. \| Omar Mendoza \| Medellín \| + 44s \| \| \| 8. \| Rémi Cavagna \| Quick-Step Floors \| + 44s \| \| \| 9. \| Eduardo Sepúlveda \| Movistar Team \| + 50s \| \| \| 10. \| Jhonatan Narváez \| Quick-Step Floors \| + 52s \| \| |                   |                   |        |
| |                   |                   |        |
| Fonte: ProCyclingStats |                   |                   |        |
| Classificação por etapas |                   |                   |        |
| Ciclista | Ciclista          | Equipe            | Tempo  |
| 1. | Ryan Mullen       | Trek-Segafredo    | 17m43s |
| 2. | Filippo Ganna     | UAE Team Emirates | + 25s  |
| 3. | Rafał Majka       | Bora-Hansgrohe    | + 30s  |
| 4. | Gregory Daniel    | Trek-Segafredo    | + 30s  |
| 5. | Óscar Sevilla     | Medellín          | + 36s  |
| 6. | Winner Anacona    | Movistar Team     | + 38s  |
| 7. | Omar Mendoza      | Medellín          | + 44s  |
| 8. | Rémi Cavagna      | Quick-Step Floors | + 44s  |
| 9. | Eduardo Sepúlveda | Movistar Team     | + 50s  |
| 10. | Jhonatan Narváez  | Quick-Step Floors | + 52s  |

| \| Classificação geral \| Classificação geral \| Classificação geral \| Classificação geral \| Classificação geral \| \| Ciclista \| Ciclista \| Equipe \| Tempo \| \| \| ------------------- \| ------------------- \| -------------------------------------------- \| ------------------- \| ------------------- \| \| 1. \| Filippo Ganna \| UAE Team Emirates \| 6h58m37s \| \| \| 2. \| Rafał Majka \| Bora-Hansgrohe \| + 5s \| \| \| 3. \| Óscar Sevilla \| Medellín \| + 11s \| \| \| 4. \| Omar Mendoza \| Medellín \| + 19s \| \| \| 5. \| Eduardo Sepúlveda \| Movistar Team \| + 25s \| \| \| 6. \| Ricardo Escuela \| Asociación Civil Agrupación Virgen de Fátima \| + 27s \| \| \| 7. \| Winner Anacona \| Movistar Team \| + 35s \| \| \| 8. \| Jhonatan Narváez \| Quick-Step Floors \| + 43s \| \| \| 9. \| Kanstantsin Sivtsov \| Bahrain-Merida \| + 43s \| \| \| 10. \| Mattia Cattaneo \| Androni Giocattoli-Sidermec \| + 45s \| \| |                     |                                              |          |
| |                     |                                              |          |
| Fonte: ProCyclingStats |                     |                                              |          |
| Classificação geral |                     |                                              |          |
| Ciclista | Ciclista            | Equipe                                       | Tempo    |
| 1. | Filippo Ganna       | UAE Team Emirates                            | 6h58m37s |
| 2. | Rafał Majka         | Bora-Hansgrohe                               | + 5s     |
| 3. | Óscar Sevilla       | Medellín                                     | + 11s    |
| 4. | Omar Mendoza        | Medellín                                     | + 19s    |
| 5. | Eduardo Sepúlveda   | Movistar Team                                | + 25s    |
| 6. | Ricardo Escuela     | Asociación Civil Agrupación Virgen de Fátima | + 27s    |
| 7. | Winner Anacona      | Movistar Team                                | + 35s    |
| 8. | Jhonatan Narváez    | Quick-Step Floors                            | + 43s    |
| 9. | Kanstantsin Sivtsov | Bahrain-Merida                               | + 43s    |
| 10. | Mattia Cattaneo     | Androni Giocattoli-Sidermec                  | + 45s    |

### 4.ª etapa
| San José de Jáchal - Villa San Martín | etapa plana | (191 km) |

| \| Classificação por etapas \| Classificação por etapas \| Classificação por etapas \| Classificação por etapas \| Classificação por etapas \| \| Ciclista \| Ciclista \| Equipe \| Tempo \| \| \| ------------------------ \| ------------------------ \| -------------------------------------------- \| ------------------------ \| ------------------------ \| \| 1. \| Maximiliano Richeze \| Quick-Step Floors \| 4h31m48s \| \| \| 2. \| Giacomo Nizzolo \| Trek-Segafredo \| + 0s \| \| \| 3. \| Matteo Pelucchi \| Bora-Hansgrohe \| + 0s \| \| \| 4. \| Mihkel Räim \| Israel Cycling Academy \| + 0s \| \| \| 5. \| Niccolò Bonifazio \| Bahrain-Merida \| + 0s \| \| \| 6. \| Edwin Ávila \| Israel Cycling Academy \| + 0s \| \| \| 7. \| Jens Keukeleire \| Lotto-Soudal \| + 0s \| \| \| 8. \| Mauro Richeze \| Asociación Civil Agrupación Virgen de Fátima \| + 0s \| \| \| 9. \| Álvaro Hodeg \| Quick-Step Floors \| + 0s \| \| \| 10. \| Travis McCabe \| UnitedHealthcare \| + 0s \| \| |                     |                                              |          |
| |                     |                                              |          |
| Fonte: ProCyclingStats |                     |                                              |          |
| Classificação por etapas |                     |                                              |          |
| Ciclista | Ciclista            | Equipe                                       | Tempo    |
| 1. | Maximiliano Richeze | Quick-Step Floors                            | 4h31m48s |
| 2. | Giacomo Nizzolo     | Trek-Segafredo                               | + 0s     |
| 3. | Matteo Pelucchi     | Bora-Hansgrohe                               | + 0s     |
| 4. | Mihkel Räim         | Israel Cycling Academy                       | + 0s     |
| 5. | Niccolò Bonifazio   | Bahrain-Merida                               | + 0s     |
| 6. | Edwin Ávila         | Israel Cycling Academy                       | + 0s     |
| 7. | Jens Keukeleire     | Lotto-Soudal                                 | + 0s     |
| 8. | Mauro Richeze       | Asociación Civil Agrupación Virgen de Fátima | + 0s     |
| 9. | Álvaro Hodeg        | Quick-Step Floors                            | + 0s     |
| 10. | Travis McCabe       | UnitedHealthcare                             | + 0s     |

| \| Classificação geral \| Classificação geral \| Classificação geral \| Classificação geral \| Classificação geral \| \| Ciclista \| Ciclista \| Equipe \| Tempo \| \| \| ------------------- \| ------------------- \| --------------------------- \| ------------------- \| ------------------- \| \| 1. \| Filippo Ganna \| UAE Team Emirates \| 11h30m25s \| \| \| 2. \| Rafał Majka \| Bora-Hansgrohe \| + 5s \| \| \| 3. \| Óscar Sevilla \| Medellín \| + 11s \| \| \| 4. \| Omar Mendoza \| Medellín \| + 19s \| \| \| 5. \| Jhonatan Narváez \| Quick-Step Floors \| + 43s \| \| \| 6. \| Kanstantsin Sivtsov \| Bahrain-Merida \| + 43s \| \| \| 7. \| Mattia Cattaneo \| Androni Giocattoli-Sidermec \| + 45s \| \| \| 8. \| Tiesj Benoot \| Lotto-Soudal \| + 50s \| \| \| 9. \| Rémi Cavagna \| Quick-Step Floors \| + 50s \| \| \| 10. \| Rodolfo Torres \| Androni Giocattoli-Sidermec \| + 52s \| \| |                     |                             |           |
| |                     |                             |           |
| Fonte: ProCyclingStats |                     |                             |           |
| Classificação geral |                     |                             |           |
| Ciclista | Ciclista            | Equipe                      | Tempo     |
| 1. | Filippo Ganna       | UAE Team Emirates           | 11h30m25s |
| 2. | Rafał Majka         | Bora-Hansgrohe              | + 5s      |
| 3. | Óscar Sevilla       | Medellín                    | + 11s     |
| 4. | Omar Mendoza        | Medellín                    | + 19s     |
| 5. | Jhonatan Narváez    | Quick-Step Floors           | + 43s     |
| 6. | Kanstantsin Sivtsov | Bahrain-Merida              | + 43s     |
| 7. | Mattia Cattaneo     | Androni Giocattoli-Sidermec | + 45s     |
| 8. | Tiesj Benoot        | Lotto-Soudal                | + 50s     |
| 9. | Rémi Cavagna        | Quick-Step Floors           | + 50s     |
| 10. | Rodolfo Torres      | Androni Giocattoli-Sidermec | + 52s     |

### 5.ª etapa
| Villa San Martín - Alto Colorado | alta montanha | (169,5 km) |

| \| Classificação por etapas \| Classificação por etapas \| Classificação por etapas \| Classificação por etapas \| Classificação por etapas \| \| Ciclista \| Ciclista \| Equipe \| Tempo \| \| \| ------------------------ \| ------------------------ \| ------------------------------------------- \| ------------------------ \| ------------------------ \| \| 1. \| Gonzalo Najar \| Sindicato de Empleados Públicos de San Juan \| 4h16m26s \| \| \| 2. \| Óscar Sevilla \| Medellín \| + 1m58s \| \| \| 3. \| Rodolfo Torres \| Androni Giocattoli-Sidermec \| + 2m05s \| \| \| 4. \| Román Villalobos \| Canel's-Specialized \| + 2m15s \| \| \| 5. \| Tiesj Benoot \| Lotto-Soudal \| + 2m23s \| \| \| 6. \| Eduardo Sepúlveda \| Movistar Team \| + 2m23s \| \| \| 7. \| Filippo Ganna \| UAE Team Emirates \| + 2m23s \| \| \| 8. \| Cristian Camilo Muñoz \| Coldeportes-Zenú \| + 2m52s \| \| \| 9. \| Dayer Quintana \| Movistar Team \| + 2m57s \| \| \| 10. \| Darwin Atapuma \| UAE Team Emirates \| + 2m57s \| \| |                       |                                             |          |
| |                       |                                             |          |
| Fonte: ProCyclingStats |                       |                                             |          |
| Classificação por etapas |                       |                                             |          |
| Ciclista | Ciclista              | Equipe                                      | Tempo    |
| 1. | Gonzalo Najar         | Sindicato de Empleados Públicos de San Juan | 4h16m26s |
| 2. | Óscar Sevilla         | Medellín                                    | + 1m58s  |
| 3. | Rodolfo Torres        | Androni Giocattoli-Sidermec                 | + 2m05s  |
| 4. | Román Villalobos      | Canel's-Specialized                         | + 2m15s  |
| 5. | Tiesj Benoot          | Lotto-Soudal                                | + 2m23s  |
| 6. | Eduardo Sepúlveda     | Movistar Team                               | + 2m23s  |
| 7. | Filippo Ganna         | UAE Team Emirates                           | + 2m23s  |
| 8. | Cristian Camilo Muñoz | Coldeportes-Zenú                            | + 2m52s  |
| 9. | Dayer Quintana        | Movistar Team                               | + 2m57s  |
| 10. | Darwin Atapuma        | UAE Team Emirates                           | + 2m57s  |

| \| Classificação geral \| Classificação geral \| Classificação geral \| Classificação geral \| Classificação geral \| \| Ciclista \| Ciclista \| Equipe \| Tempo \| \| \| ------------------- \| ------------------- \| ------------------------------------------- \| ------------------- \| ------------------- \| \| 1. \| Gonzalo Najar \| Sindicato de Empleados Públicos de San Juan \| 15h47m52s \| \| \| 2. \| Óscar Sevilla \| Medellín \| + 1m02s \| \| \| 3. \| Filippo Ganna \| UAE Team Emirates \| + 1m22s \| \| \| 4. \| Rodolfo Torres \| Androni Giocattoli-Sidermec \| + 1m52s \| \| \| 5. \| Rafał Majka \| Bora-Hansgrohe \| + 2m11s \| \| \| 6. \| Tiesj Benoot \| Lotto-Soudal \| + 2m12s \| \| \| 7. \| Omar Mendoza \| Medellín \| + 2m22s \| \| \| 8. \| Dayer Quintana \| Movistar Team \| + 3m09s \| \| \| 9. \| Kanstantsin Sivtsov \| Bahrain-Merida \| + 3m30s \| \| \| 10. \| Rémi Cavagna \| Quick-Step Floors \| + 3m37s \| \| |                     |                                             |           |
| |                     |                                             |           |
| Fonte: ProCyclingStats |                     |                                             |           |
| Classificação geral |                     |                                             |           |
| Ciclista | Ciclista            | Equipe                                      | Tempo     |
| 1. | Gonzalo Najar       | Sindicato de Empleados Públicos de San Juan | 15h47m52s |
| 2. | Óscar Sevilla       | Medellín                                    | + 1m02s   |
| 3. | Filippo Ganna       | UAE Team Emirates                           | + 1m22s   |
| 4. | Rodolfo Torres      | Androni Giocattoli-Sidermec                 | + 1m52s   |
| 5. | Rafał Majka         | Bora-Hansgrohe                              | + 2m11s   |
| 6. | Tiesj Benoot        | Lotto-Soudal                                | + 2m12s   |
| 7. | Omar Mendoza        | Medellín                                    | + 2m22s   |
| 8. | Dayer Quintana      | Movistar Team                               | + 3m09s   |
| 9. | Kanstantsin Sivtsov | Bahrain-Merida                              | + 3m30s   |
| 10. | Rémi Cavagna        | Quick-Step Floors                           | + 3m37s   |

### 6.ª etapa
| San Juan - San Juan | etapa escarpada | (152,6 km) |

| \| Classificação por etapas \| Classificação por etapas \| Classificação por etapas \| Classificação por etapas \| Classificação por etapas \| \| Ciclista \| Ciclista \| Equipe \| Tempo \| \| \| ------------------------ \| ------------------------ \| --------------------------- \| ------------------------ \| ------------------------ \| \| 1. \| Jelle Wallays \| Lotto-Soudal \| 3h15m28s \| \| \| 2. \| Róbigzon Oyola \| Medellín \| + 2s \| \| \| 3. \| Travis McCabe \| UnitedHealthcare \| + 2s \| \| \| 4. \| Iljo Keisse \| Quick-Step Floors \| + 2s \| \| \| 5. \| Eduardo Sepúlveda \| Movistar Team \| + 2s \| \| \| 6. \| Miguel Ángel Rubiano \| Coldeportes-Zenú \| + 2s \| \| \| 7. \| Gerardo Tivani \| Municipalidad de Pocito \| + 2s \| \| \| 8. \| Eugenio Alafaci \| Trek-Segafredo \| + 2s \| \| \| 9. \| Fausto Masnada \| Androni Giocattoli-Sidermec \| + 2s \| \| \| 10. \| Mattia Bais \| Itália \| + 8s \| \| |                      |                             |          |
| |                      |                             |          |
| Fonte: ProCyclingStats |                      |                             |          |
| Classificação por etapas |                      |                             |          |
| Ciclista | Ciclista             | Equipe                      | Tempo    |
| 1. | Jelle Wallays        | Lotto-Soudal                | 3h15m28s |
| 2. | Róbigzon Oyola       | Medellín                    | + 2s     |
| 3. | Travis McCabe        | UnitedHealthcare            | + 2s     |
| 4. | Iljo Keisse          | Quick-Step Floors           | + 2s     |
| 5. | Eduardo Sepúlveda    | Movistar Team               | + 2s     |
| 6. | Miguel Ángel Rubiano | Coldeportes-Zenú            | + 2s     |
| 7. | Gerardo Tivani       | Municipalidad de Pocito     | + 2s     |
| 8. | Eugenio Alafaci      | Trek-Segafredo              | + 2s     |
| 9. | Fausto Masnada       | Androni Giocattoli-Sidermec | + 2s     |
| 10. | Mattia Bais          | Itália                      | + 8s     |

| \| Classificação geral \| Classificação geral \| Classificação geral \| Classificação geral \| Classificação geral \| \| Ciclista \| Ciclista \| Equipe \| Tempo \| \| \| ------------------- \| ------------------- \| ------------------------------------------- \| ------------------- \| ------------------- \| \| 1. \| Gonzalo Najar \| Sindicato de Empleados Públicos de San Juan \| 19h03m43s \| \| \| 2. \| Óscar Sevilla \| Medellín \| + 51s \| \| \| 3. \| Filippo Ganna \| UAE Team Emirates \| + 1m11s \| \| \| 4. \| Rodolfo Torres \| Androni Giocattoli-Sidermec \| + 1m41s \| \| \| 5. \| Rafał Majka \| Bora-Hansgrohe \| + 2m00s \| \| \| 6. \| Tiesj Benoot \| Lotto-Soudal \| + 2m01s \| \| \| 7. \| Omar Mendoza \| Medellín \| + 2m11s \| \| \| 8. \| Dayer Quintana \| Movistar Team \| + 2m58s \| \| \| 9. \| Kanstantsin Sivtsov \| Bahrain-Merida \| + 3m19s \| \| \| 10. \| Rémi Cavagna \| Quick-Step Floors \| + 3m26s \| \| |                     |                                             |           |
| |                     |                                             |           |
| Fonte: ProCyclingStats |                     |                                             |           |
| Classificação geral |                     |                                             |           |
| Ciclista | Ciclista            | Equipe                                      | Tempo     |
| 1. | Gonzalo Najar       | Sindicato de Empleados Públicos de San Juan | 19h03m43s |
| 2. | Óscar Sevilla       | Medellín                                    | + 51s     |
| 3. | Filippo Ganna       | UAE Team Emirates                           | + 1m11s   |
| 4. | Rodolfo Torres      | Androni Giocattoli-Sidermec                 | + 1m41s   |
| 5. | Rafał Majka         | Bora-Hansgrohe                              | + 2m00s   |
| 6. | Tiesj Benoot        | Lotto-Soudal                                | + 2m01s   |
| 7. | Omar Mendoza        | Medellín                                    | + 2m11s   |
| 8. | Dayer Quintana      | Movistar Team                               | + 2m58s   |
| 9. | Kanstantsin Sivtsov | Bahrain-Merida                              | + 3m19s   |
| 10. | Rémi Cavagna        | Quick-Step Floors                           | + 3m26s   |

### 7.ª etapa
| San Juan - San Juan | etapa plana | (141,3 km) |

| \| Classificação por etapas \| Classificação por etapas \| Classificação por etapas \| Classificação por etapas \| Classificação por etapas \| \| Ciclista \| Ciclista \| Equipe \| Tempo \| \| \| ------------------------ \| ------------------------ \| ---------------------------- \| ------------------------ \| ------------------------ \| \| 1. \| Giacomo Nizzolo \| Trek-Segafredo \| 2h55m23s \| \| \| 2. \| Maximiliano Richeze \| Quick-Step Floors \| + 0s \| \| \| 3. \| Álvaro Hodeg \| Quick-Step Floors \| + 0s \| \| \| 4. \| Pascal Ackermann \| Bora-Hansgrohe \| + 0s \| \| \| 5. \| Niccolò Bonifazio \| Bahrain-Merida \| + 0s \| \| \| 6. \| Manuel Peñalver \| Trevigiani-Phonix-Hemus 1896 \| + 0s \| \| \| 7. \| Federico Burchio \| Itália \| + 0s \| \| \| 8. \| Jens Keukeleire \| Lotto-Soudal \| + 0s \| \| \| 9. \| Guillaume Boivin \| Israel Cycling Academy \| + 0s \| \| \| 10. \| Carlos Alzate \| UnitedHealthcare \| + 0s \| \| |                     |                              |          |
| |                     |                              |          |
| Fonte: ProCyclingStats |                     |                              |          |
| Classificação por etapas |                     |                              |          |
| Ciclista | Ciclista            | Equipe                       | Tempo    |
| 1. | Giacomo Nizzolo     | Trek-Segafredo               | 2h55m23s |
| 2. | Maximiliano Richeze | Quick-Step Floors            | + 0s     |
| 3. | Álvaro Hodeg        | Quick-Step Floors            | + 0s     |
| 4. | Pascal Ackermann    | Bora-Hansgrohe               | + 0s     |
| 5. | Niccolò Bonifazio   | Bahrain-Merida               | + 0s     |
| 6. | Manuel Peñalver     | Trevigiani-Phonix-Hemus 1896 | + 0s     |
| 7. | Federico Burchio    | Itália                       | + 0s     |
| 8. | Jens Keukeleire     | Lotto-Soudal                 | + 0s     |
| 9. | Guillaume Boivin    | Israel Cycling Academy       | + 0s     |
| 10. | Carlos Alzate       | UnitedHealthcare             | + 0s     |

## Classificações finais
- As classificações finalizaram da seguinte forma:[6]

### Classificação geral
| \| Classificação geral \| Classificação geral \| Classificação geral \| Classificação geral \| Classificação geral \| \| Ciclista \| Ciclista \| Equipe \| Tempo \| \| \| ------------------- \| ------------------- \| --------------------------- \| ------------------- \| ------------------- \| \| 1. \| Óscar Sevilla \| Medellín \| 21h41m35s \| \| \| 2. \| Filippo Ganna \| UAE Team Emirates \| + 20s \| \| \| 3. \| Rodolfo Torres \| Androni Giocattoli-Sidermec \| + 50s \| \| \| 4. \| Rafał Majka \| Bora-Hansgrohe \| + 1m07s \| \| \| 5. \| Tiesj Benoot \| Lotto-Soudal \| + 1m08s \| \| \| 6. \| Omar Mendoza \| Medellín \| + 1m17s \| \| \| 7. \| Dayer Quintana \| Movistar Team \| + 2m07s \| \| \| 8. \| Kanstantsin Sivtsov \| Bahrain-Merida \| + 2m28s \| \| \| 9. \| Rémi Cavagna \| Quick-Step Floors \| + 2m35s \| \| \| 10. \| Jarlinson Pantano \| Trek-Segafredo \| + 2m41s \| \| \| 11. \| Fausto Masnada \| Androni Giocattoli-Sidermec \| + 3m44s \| \| \| 12. \| Anderson Maldonado \| Uruguai \| + 3m47s \| \| \| 13. \| Mattia Cattaneo \| Androni Giocattoli-Sidermec \| + 4m36s \| \| \| 14. \| Lluís Mas \| Caja Rural-Seguros RGA \| + 4m42s \| \| \| 15. \| Jhonatan Narváez \| Quick-Step Floors \| + 5m07s \| \| |                     |                             |           |
| |                     |                             |           |
| Fonte: ProCyclingStats |                     |                             |           |
| Classificação geral |                     |                             |           |
| Ciclista | Ciclista            | Equipe                      | Tempo     |
| 1. | Óscar Sevilla       | Medellín                    | 21h41m35s |
| 2. | Filippo Ganna       | UAE Team Emirates           | + 20s     |
| 3. | Rodolfo Torres      | Androni Giocattoli-Sidermec | + 50s     |
| 4. | Rafał Majka         | Bora-Hansgrohe              | + 1m07s   |
| 5. | Tiesj Benoot        | Lotto-Soudal                | + 1m08s   |
| 6. | Omar Mendoza        | Medellín                    | + 1m17s   |
| 7. | Dayer Quintana      | Movistar Team               | + 2m07s   |
| 8. | Kanstantsin Sivtsov | Bahrain-Merida              | + 2m28s   |
| 9. | Rémi Cavagna        | Quick-Step Floors           | + 2m35s   |
| 10. | Jarlinson Pantano   | Trek-Segafredo              | + 2m41s   |
| 11. | Fausto Masnada      | Androni Giocattoli-Sidermec | + 3m44s   |
| 12. | Anderson Maldonado  | Uruguai                     | + 3m47s   |
| 13. | Mattia Cattaneo     | Androni Giocattoli-Sidermec | + 4m36s   |
| 14. | Lluís Mas           | Caja Rural-Seguros RGA      | + 4m42s   |
| 15. | Jhonatan Narváez    | Quick-Step Floors           | + 5m07s   |

### Classificação da montanha
| Classificação da montanha | Classificação da montanha | Classificação da montanha                   | Classificação da montanha | Classificação da montanha |
| Ciclista                  | Ciclista                  | Equipe                                      | Pontos                    |                           |
| ------------------------- | ------------------------- | ------------------------------------------- | ------------------------- | ------------------------- |
| 1.                        | Daniel Juárez             | Asociación Civil Mardan                     | 29 pts                    |                           |
| 2.                        | Alex Cano                 | Coldeportes-Zenú                            | 28 pts                    |                           |
| 3.                        | Pablo Alarcón             | Canel's-Specialized                         | 22 pts                    |                           |
| 4.                        | Gerardo Tivani            | Municipalidad de Pocito                     | 16 pts                    |                           |
| 5.                        | Daniel Eaton              | UnitedHealthcare                            | 10 pts                    |                           |
| 6.                        | Ignacio Prado             | Sindicato de Empleados Públicos de San Juan | 9 pts                     |                           |
| 7.                        | Óscar Sevilla             | Medellín                                    | 8 pts                     |                           |
| 8.                        | Rodolfo Torres            | Androni Giocattoli-Sidermec                 | 6 pts                     |                           |
| 9.                        | Alan Presa                | Uruguai                                     | 6 pts                     |                           |
| 10.                       | Román Villalobos          | Canel's-Specialized                         | 4 pts                     |                           |

### Classificação das metas volantes
| Classificação por velocidade | Classificação por velocidade | Classificação por velocidade                 | Classificação por velocidade | Classificação por velocidade |
| Ciclista                     | Ciclista                     | Equipe                                       | Pontos                       |                              |
| ---------------------------- | ---------------------------- | -------------------------------------------- | ---------------------------- | ---------------------------- |
| 1.                           | Adrián Richeze               | Asociación Civil Agrupación Virgen de Fátima | 17 pts                       |                              |
| 2.                           | Daniel Juárez                | Asociación Civil Mardan                      | 8 pts                        |                              |
| 3.                           | Gerardo Tivani               | Municipalidad de Pocito                      | 8 pts                        |                              |
| 4.                           | Carlos Alzate                | UnitedHealthcare                             | 7 pts                        |                              |
| 5.                           | Michal Kolář                 | Bora-Hansgrohe                               | 5 pts                        |                              |
| 6.                           | Mauro Richeze                | Asociación Civil Agrupación Virgen de Fátima | 4 pts                        |                              |
| 7.                           | Omar Mendoza                 | Medellín                                     | 3 pts                        |                              |
| 8.                           | Pablo Alarcón                | Canel's-Specialized                          | 3 pts                        |                              |
| 9.                           | Alan Presa                   | Uruguai                                      | 3 pts                        |                              |
| 10.                          | Rafał Majka                  | Bora-Hansgrohe                               | 2 pts                        |                              |

### Classificação dos jovens
| Classificação dos jovens | Classificação dos jovens | Classificação dos jovens      | Classificação dos jovens | Classificação dos jovens |
| Ciclista                 | Ciclista                 | Equipe                        | Tempo                    |                          |
| ------------------------ | ------------------------ | ----------------------------- | ------------------------ | ------------------------ |
| 1.                       | Filippo Ganna            | UAE Team Emirates             | 22h00m17s                |                          |
| 2.                       | Jhonatan Narváez         | Quick-Step Floors             | + 3m56s                  |                          |
| 3.                       | Miguel Flórez López      | Wilier Triestina-Selle Italia | + 9m47s                  |                          |
| 4.                       | Cristian Camilo Muñoz    | Coldeportes-Zenú              | + 10m36s                 |                          |
| 5.                       | Javier Ignacio Montoya   | Trevigiani-Phonix-Hemus 1896  | + 13m43s                 |                          |
| 6.                       | Atílio Fetter            | Brasil                        | + 16m49s                 |                          |
| 7.                       | Filippo Rocchetti        | Itália                        | + 21m04s                 |                          |
| 8.                       | Abderrahim Zahiri        | Trevigiani-Phonix-Hemus 1896  | + 21m19s                 |                          |
| 9.                       | Attilio Viviani          | Itália                        | + 22m06s                 |                          |
| 10.                      | Mattia Bais              | Itália                        | + 22m49s                 |                          |

### Classificação por equipas
| Classificação por equipes | Classificação por equipes                   | Classificação por equipes | Classificação por equipes |
| Equipe                    | Equipe                                      | Tempo                     |                           |
| ------------------------- | ------------------------------------------- | ------------------------- | ------------------------- |
| 1.                        | Medellín-Éxito                              | 66h03m58s                 |                           |
| 2.                        | Androni Giocattoli-Sidermec                 | + 2m23s                   |                           |
| 3.                        | Bora-Hansgrohe                              | + 12m48s                  |                           |
| 4.                        | Movistar Team                               | + 16m43s                  |                           |
| 5.                        | Quick-Step Floors                           | + 17m22s                  |                           |
| 6.                        | Sindicato de Empleados Públicos de San Juan | + 17m41s                  |                           |
| 7.                        | Lotto Soudal                                | + 18m44s                  |                           |
| 8.                        | Trek-Segafredo                              | + 19m25s                  |                           |
| 9.                        | UAE Team Emirates                           | + 20m36s                  |                           |
| 10.                       | Coldeportes Zenú                            | + 23m04s                  |                           |

## Evolução das classificações
| Etapa                 | Vencedor              | Classificação geral | Classificação da montanha | Classificação das metas volantes | Classificação dos jovens |
| --------------------- | --------------------- | ------------------- | ------------------------- | -------------------------------- | ------------------------ |
| 1.ª                   | Fernando Gaviria      | Fernando Gaviria    | Pablo Anchieri            | Adrián Richeze                   | Manuel Peñalver          |
| 2.ª                   | Román Villalobos      | Román Villalobos    | Ignacio Prado             | Adrián Richeze                   | Filippo Ganna            |
| 3.ª                   | Ryan Mullen           | Filippo Ganna       | Ignacio Prado             | Adrián Richeze                   | Filippo Ganna            |
| 4.ª                   | Maximiliano Richeze   | Filippo Ganna       | Pablo Alarcón             | Adrián Richeze                   | Filippo Ganna            |
| 5.ª                   | Gonzalo Najar         | Gonzalo Najar       | Daniel Juárez             | Adrián Richeze                   | Filippo Ganna            |
| 6.ª                   | Jelle Wallays         | Gonzalo Najar       | Daniel Juárez             | Adrián Richeze                   | Filippo Ganna            |
| 7.ª                   | Giacomo Nizzolo       | Gonzalo Najar       | Daniel Juárez             | Adrián Richeze                   | Filippo Ganna            |
| Classificações finais | Classificações finais | Gonzalo Najar       | Daniel Juárez             | Adrián Richeze                   | Filippo Ganna            |

## UCI World Ranking
A Volta a San Juan outorga pontos para o UCI America Tour de 2018 e o UCI World Ranking, este último para corredores das equipas nas categorias UCI WorldTeam, Profissional Continental e Equipas Continentais. A seguinte tabela são o barómetro de pontuação e os corredores que obtiveram pontos:
| Posição             | 1.º | 2.º | 3.º | 4.º | 5.º | 6.º | 7.º | 8.º | 9.º | 10.º | 11.º | 12.º | 13.º-15.º | 16.º-25.º |
| Classificação geral | 125 | 85  | 70  | 60  | 50  | 40  | 35  | 30  | 25  | 20   | 15   | 10   | 5         | 3         |
| Por etapa           | 14  | 5   | 3   |     |     |     |     |     |     |      |      |      |           |           |
| Líder               | 3   |     |     |     |     |     |     |     |     |      |      |      |           |           |

| Classificação | Classificação       | Classificação                                | Classificação | Classificação | Classificação | Classificação |
| Posição       | Ciclista            | Equipa                                       | Geral         | Etapa         | Líder         | Total         |
| ------------- | ------------------- | -------------------------------------------- | ------------- | ------------- | ------------- | ------------- |
| 1.º           | Gonzalo Najar       | Sindicato de Empregados Públicos de San Juan | 125           | 14            | 6             | 145           |
| 2.º           | Óscar Sevilla       | Medellín                                     | 85            | 5             | -             | 90            |
| 3.º           | Filippo Ganna       | UAE Emirates                                 | 70            | 5             | 6             | 81            |
| 4.º           | Rodolfo Torres      | Androni Giocattoli-Sidermec                  | 60            | 3             | -             | 63            |
| 5.º           | Rafał Majka         | Bora-Hansgrohe                               | 50            | 3             | -             | 53            |
| 6.º           | Tiesj Benoot        | Lotto Soudal                                 | 40            | 3             | -             | 43            |
| 7.º           | Omar Mendoza        | Medellín                                     | 35            | -             | -             | 35            |
| 8.º           | Dayer Quintana      | Movistar                                     | 30            | -             | -             | 30            |
| 9.º           | Kanstantsín Siutsou | Bahrain Merida                               | 25            | -             | -             | 25            |
| 10.º          | Rémi Cavagna        | Quick-Step Floors                            | 20            | -             | -             | 20            |